# Walter Klingenbeck
Walter Klingenbeck (20 de marzo de 1924, Múnich – 5 de agosto de 1943 Munich-Stadelheim) fue un joven miembro de la resistencia contra el Tercer Reich ejecutado a los 19 años.
Miembro de la Iglesia católica de San Luis hasta que la congregación fue disuelta por los nazis. Alentado por las transmisiones de la BBC y el descontento de sus compañeros, formó un grupo de oposición, uno de los tres grupos juveniles conocidos como "Vierergruppen" con sedes en Viena (Josef Landgraf), Munich y Hamburgo (ver Helmuth Hübener).
En 1941 pinto la "V" de la victoria en cuarenta edificios de Múnich. Contó su hazaña y fue denunciado y arrestado el 26 de enero de 1942.
Fue llevado ante la Corte del Pueblo (Volksgerichtshof) el 5 de agosto, sentenciado y guillotinado. Meses después de la ejecución del grupo la Rosa Blanca integrado por Sophie Scholl, Hans Scholl y Christoph Probst.
Sus amigos Hans Haberl y Daniel von Recklinghausen, fueron igualmente sentenciados pero sus penas conmutadas a ocho años de trabajos forzados. 
Desde enero de 1998, una calle y una escuela llevan su nombre.

## Literatura
- Freisinger, Tina: Widerstand gegen das Dritte Reich am Beispiel Münchner Jugendlicher : Walter Klingenbeck. - München-Pullach : s.n., 2000
- Gleißner, Ruth-Maria: Der Hitler soll das Maul nicht so voll nehmen : das kurze Leben des Walter Klingenbeck. - München : Bayer. Rundfunk, 2004